# 芳村覚司
芳村 覚司（よしむら かくじ、1889年（明治22年）5月7日 - 1958年（昭和33年）12月9日）は、大日本帝国陸軍軍人。最終階級は陸軍少将。

## 経歴
1889年（明治22年）に奈良県で生まれた。陸軍士官学校第24期卒業。1940年（昭和15年）8月1日に陸軍歩兵大佐進級と同時に歩兵第125連隊長（北部軍・樺太混成旅団）に着任。1944年（昭和19年）10月に第30警備司令官（第5方面軍）に転じ、網走で警備の任に就いた。1945年（昭和20年）3月9日に宗谷要塞司令官に就任し、6月10日に陸軍少将に進級し、終戦となった。終戦後は旭川師管区司令部附を経て、同年11月12日に待命となった。
1948年（昭和23年）1月31日、公職追放仮指定を受けた。